# Conglomeraat (geologie)

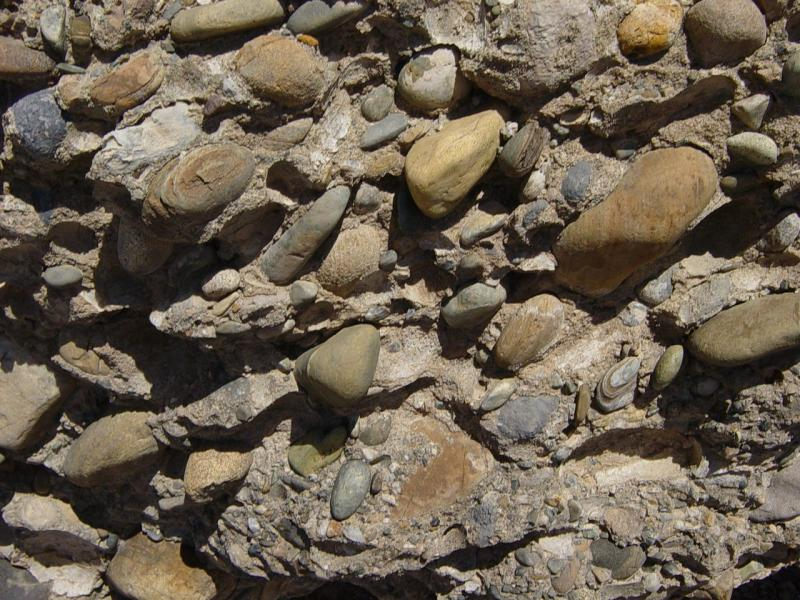
Fan-conglomeraat in Death Valley, Verenigde Staten.

Conglomeraat is een sedimentair gesteente bestaand uit grind (groter dan 64 mm) in een fijnere matrix. 
Een conglomeraat is een continentaal gesteente, gewoonlijk afgezet als afbraakproduct van gebergten. Het is afgezet in een rivieromgeving met een steile gradiënt of als fanglomeraat waarbij het gesteente direct wordt afgezet, zonder transport.
Een conglomeraat verschilt van een breccie doordat laatstgenoemde uit hoekige clasten bestaat en een conglomeraat uit afgeronde. Het verschil is gradueel. Een diamict verschilt van een conglomeraat doordat de eerstgenoemde slechter gesorteerd is.

## Types
Een metaconglomeraat is gemaakt van dezelfde componenten als een conglomeraat, maar heeft één of meer verschillende typen metamorfose ondergaan.
Wanneer een serie van conglomeraten snel eroderen over een alluviale vlakten (bijvoorbeeld de woestijn) dan is het resultaat meestal een fanglomeraat (Engels: fan = puinwaaier). Deze vormen de basis van vele olievelden zoals de gebieden Tiffany en Brae aan de Noordzee. 